# Akinkunmi Amoo
Akinkunmi Ayobami Amoo (Ibadan, 7 giugno 2002) è un calciatore nigeriano, centrocampista o attaccante del Shanghai Jiading Huilong.

## Carriera

### Club
Nato ad Ibadan, cresce in patria tra la Brightville Academy della sua città natale e il Sidos FC con sede a Lagos.
L'8 giugno 2020, all'indomani del suo diciottesimo compleanno, viene ufficializzato il suo passaggio agli svedesi dell'Hammarby con un contratto quadriennale; debutta fra i professionisti il successivo 13 settembre in occasione dell'incontro casalingo di Allsvenskan pareggiato 2-2 contro l'Helsingborg. In quel campionato totalizza 6 apparizioni, tutte subentrando dalla panchina.
L'anno seguente si ritaglia un posto da titolare in gran parte delle partite, sia sotto la guida tecnica dell'allenatore Stefan Billborn che sotto quella del successore Miloš Milojević. Chiude il campionato con 29 presenze e 9 gol.
Il 31 gennaio 2022, nell'ultimo giorno di apertura del mercato invernale danese, il suo cartellino viene acquistato dal Copenaghen per una somma quantificata dai media in circa 4,4 milioni di euro.

### Nazionale
Ha giocato nella nazionale nigeriana Under-17.

## Statistiche
Statistiche aggiornate al 24 settembre 2021.

### Presenze e reti nei club
| Stagione        | Squadra         | Campionato      | Campionato | Campionato | Coppe nazionali | Coppe nazionali | Coppe nazionali | Coppe continentali | Coppe continentali | Coppe continentali | Altre coppe | Altre coppe | Altre coppe | Totale | Totale | Totale |
| Stagione        | Squadra         | Comp            | Pres       | Reti       | Comp            | Pres            | Reti            | Comp               | Pres               | Reti               | Comp        | Pres        | Reti        | Pres   | Reti   |        |
| --------------- | --------------- | --------------- | ---------- | ---------- | --------------- | --------------- | --------------- | ------------------ | ------------------ | ------------------ | ----------- | ----------- | ----------- | ------ | ------ | ------ |
| 2020            | Hammarby        | A               | 6          | 0          | CS              | 7               | 4               | UEL                | 0                  | 0                  |             | -           | -           | 13     | 4      |        |
| 2021            | Hammarby        | A               | 19         | 5          | CS              | 0               | 0               | UECL               | 6                  | 0                  |             | -           | -           | 25     | 5      |        |
| Totale carriera | Totale carriera | Totale carriera | 25         | 5          |                 | 7               | 4               |                    | 6                  | 0                  |             | -           | -           | 38     | 9      |        |

## Palmarès

### Club

#### Competizioni nazionali
- Coppa di Svezia: 1

Hammarby: 2020-2021
- Campionato danese: 2

Copenaghen: 2021-2022, 2022-2023
- Coppa di Danimarca: 1

Copenaghen: 2022-2023